# Indianische Fantasie
La Indianische Fantasie (Fantasia Indiana), Op. 44 (BV 264), è una fantasia per pianoforte e orchestra di Ferruccio Busoni. Composta nel 1913/14, fu eseguita per la prima volta a Berlino nel marzo 1914, con il compositore come solista.

## Storia
Il brano si basa su diverse melodie e ritmi di varie tribù degli indiani d'America; Busoni li aveva ricevuti dall'etnomusicologa americana Natalie Curtis Burlin. La fantasia descrive la prateria americana, ed è in tre movimenti:
1. Fantasia
2. Canzona
3. Finale